# Hamvas szajáka
A hamvas szajáka (Thraupis glaucocolpa) a madarak osztályának verébalakúak (Passeriformes) rendjébe és a tangarafélék (Thraupidae) családjába tartozó faj.

## Rendszerezése
A fajt Jean Cabanis német ornitológus írta le 1850-ben. Egyes szervezetek a Tangara nembe sorolják Tangara glaucocolpa néven.

## Előfordulása
Dél-Amerika északi részén, Kolumbia és Venezuela területén honos. Természetes élőhelyei a szubtrópusi és trópusi síkvidéki esőerdők és cserjések, valamint másodlagos erdők és vidéki kertek. Állandó, nem vonuló faj.

## Megjelenése
Testhossza 16 centiméter, testtömege 31-37 gramm.

## Természetvédelmi helyzete
Az elterjedési területe nagyon nagy, egyedszáma pedig stabil. A Természetvédelmi Világszövetség Vörös listáján nem fenyegetett fajként szerepel.